# Sándor Képíró
Dans le nom hongrois Képíró Sándor, le nom de famille précède le prénom, mais cet article utilise l’ordre habituel en français Sándor Képíró, où le prénom précède le nom.
Sándor Képíró (né le 18 février 1914 à Sarkad – mort le 3 septembre 2011 à Budapest) est un ancien capitaine de gendarmerie hongrois. Il a été accusé de complicité d'actes de crimes de guerre.
En 1944, il avait été condamné à 10 ans de prison par un tribunal militaire hongrois, peine rapidement annulée à la fin de l'année. A la fin de la guerre, il est condamné une deuxième fois par contumace à 14 ans de prison, mais il n'a jamais purgé cette peine, fuyant en Argentine avant de revenir en Hongrie en 1996. Le centre Simon-Wiesenthal l'avait placé en tête des criminels nazis les plus recherchés.
Il est arrêté le 14 septembre 2009 par la police hongroise et accusé de complicité d'actes de crimes de guerre sur des civils lors d'une rafle entre les 21 et 23 janvier 1942 à Novi Sad, au cours de laquelle 1 200 civils juifs et serbes furent tués, lors de la Seconde Guerre mondiale.
Sándor Képíró, qui a toujours clamé son innocence, est accusé directement du meurtre de 36 personnes dont il aurait ordonné l'exécution. Le 18 juillet 2011, il est acquitté par le tribunal de Budapest, et décède quelques semaines plus tard le 3 septembre 2011.